# Profiling Paris
Profiling Paris (Originaltitel: Profilage) ist eine französische Krimiserie, die seit dem 23. April 2009 vom französischen Fernsehsender TF1 ausgestrahlt wird. Die deutschsprachige Erstausstrahlung findet seit dem 12. Februar 2015 beim deutschen Fernsehsender Sat.1 statt.
Ende 2015 wurde in Frankreich die sechste Staffel ausgestrahlt, und die Serie wurde um eine weitere Staffel verlängert. Odile Vuillemin, die Darstellerin der Psychologin Chloé Saint-Laurent, verlässt nach der zweiten Episode der siebten Staffel die Serie. An ihre Stelle tritt ab Staffel 7 Juliette Roudet, die die Psychologin Adèle Delettre verkörpert.
Die neunte Staffel lief zwischen November und Dezember 2018, eine zehnte Staffel wurde bestellt. Nach der neunten Staffel verlässt Juliette Roudet die Serie und wird durch Shy’m ersetzt, welche ab der 10. Staffel eine neue Hauptrolle verkörpert.
Im Februar 2021 gaben die Hauptdarsteller Philipe Bas und Raphael Ferrett via Instagram die Einstellung der Serien nach Staffel 10 bekannt.

## Handlung
Die Serie handelt von der Arbeit der Profilerin Chloé Saint-Laurent (Bis zur 7. Staffel). Durch ihre Fähigkeit, sich bei Mordfällen in Opfer und Täter gleichermaßen hineinzuversetzen, hilft sie der Mordkommission in Paris bei den Untersuchungen.

## Figuren
- Chloé Saint-Laurent: Sie ist Kriminologin und Psychologin. Ihr Einfühlungsvermögen hilft ihr, Profile von Opfern und Tätern zu erstellen. In ihrer Kindheit wurde ihre Mutter vom Vater getötet, während sie heimlich von zu Hause weggegangen war. Grégoire Lamarck war der erste Polizist am Tatort und von da an stand er ihr bei, sodass er zu einer Art Vaterersatz wurde. In der ersten Staffel stößt sie auf Matthieu Péracs Team, als Beraterin, die sich mit der Zeit ihre wichtige Rolle immer mehr erkämpft. Erst als dieser ihre Familiengeschichte erfuhr, verbesserte sich ihr Verhältnis. Nach Péracs Tod nimmt sie sich vorerst eine Auszeit, kommt aber dann wieder zum Team zurück, das nun von Thomas Rocher geleitet wird. Anfangs kann sie ihn nicht so richtig leiden, doch nach und nach verstehen sie sich besser, sodass Chloé versucht ihn in der 9. Folge der vierten Staffel zu küssen, was aber auf ihre Verwirrtheit geschoben wird. Anfang der siebten Staffel wechselt sie zur UNO nach New York City.

- Adèle Delettre: Sie taucht in Staffel 4 Folge 11 erstmals auf, als im Polizeirevier drei Studenten der Kriminologie ein Praktikum absolvieren. Die studierte Kriminologin ist schwer traumatisiert, weil sie und ihre Zwillingsschwester von einem Mann namens Argos entführt und jahrelang gefangen gehalten wurden. Seit ihr die Flucht gelungen war, lebte sie sehr zurückgezogen und vermied jeden Kontakt zu anderen Menschen. Chloé gelingt es, sie aus ihrer Isolation zu holen und Adèle taucht in der Folgezeit gelegentlich als Nebenfigur auf. Später arbeitet sie als Privatdetektivin. Nachdem Chloé nach New York gegangen ist, hilft Adèle der Polizei bei Ermittlungen und nimmt schließlich den Platz von Chloé im Ermittlerteam ein. Sie lebt auf einem Hausboot und ist Vormund des Sohnes ihrer Zwillingsschwester Camille.

- Matthieu Pérac: Er ist skeptisch gegenüber Chloé und ihrer Aufgabe. Pérac will Verbrecher nicht verstehen, sondern nur verhaften. Doch mit der Zeit verstehen sie sich besser und werden Freunde, nachdem er von Chloés Vergangenheit erfahren hat. Pérac trennt sich in der 6. Folge der zweiten Staffel von seiner Frau Delphine, da sie eine Affäre hat. In der letzten Folge der zweiten Staffel wird er von Chloés Schein-Schwester Louise ermordet.

- Thomas Rocher: Er ist der Nachfolger von Matthieu Pérac und ab der dritten Staffel dabei. Er ist schweigsam, autoritär und legt wenig Wert auf Höflichkeit. Rocher ist verwitwet und hat einen Sohn, Lucas, sowie eine Schwester, Elisa. Seine Frau starb infolge eines Autounfalls mit Fahrerflucht. Nach dem Tod seiner Frau war er nicht mehr der Alte und hatte sogar seinen alten Chef geschlagen, daraufhin wurde er entlassen, doch Lamarck nahm ihn ins Team auf. Den Mörder seiner Frau findet er in der 6. Folge der dritten Staffel. Er muss in der 9. Folge der dritten Staffel um das Sorgerecht seines Sohnes kämpfen, das seine Schwiegereltern beantragt hatten, doch in der 10. Folge erfährt er, dass er es behalten darf. Zu Chloé hat er ein freundschaftliches Verhältnis, welches jedoch durch Chloés seltsames Verhalten und den Kuss-Versuch in Staffel 4, Folge 9, kurz durcheinanderkommt. Die beiden reden danach und verstehen sich wieder wie zuvor.

- Grégoire Lamarck: Er ist der Leiter der Dienststelle des Teams. Er war der Polizist, der sich nach der Familientragödie der Saint-Laurents um Chloé kümmerte. Er holte sie zur Unterstützung für das Team, da er ihr sehr vertraut. In den Folgen 11 und 12 der dritten Staffel erfährt man von seinem Verhältnis mit Laure Brévin, die in der 11. Folge ermordet wurde. Daraufhin wird dieser zum Hauptverdächtigen und kommt in Untersuchungshaft. Lamarcks Frau erzählt Chloé, dass er ein Verhältnis mit ihrer Mutter gehabt habe, was sich später jedoch als Lüge herausstellt. In der 4. Staffel kommt jedoch heraus, dass Chloés Mutter noch lebt und er sie gedeckt hat. Nachdem er Chloé das erzählt hat, wird er angeschossen und kommt ins Krankenhaus.

- Frédérique „Fred“ Kancel: Die Kommissarin in der Mordkommission ist trockene Alkoholikerin und niemand wollte sie einstellen, bis Lamarck sie ins Team aufnahm. Gegenüber Chloé war Fred anfangs skeptisch, doch spätestens nach ihrer Rückkehr nach Péracs Tod vertraute sie ihr und die beiden haben ein freundschaftliches Verhältnis. Fred hat eine Tochter, die sie mit 15 Jahren bekam und weggab, weil sie zu jung war. Diese taucht in Staffel 6 wieder auf. Fred hat eine Schwester Jessica, die in Staffel 4 auftaucht. Nachdem Freds Kollege und guter Freund Hyppolite de Courtène ihrer Schwester auf einer Party näher kommt, ist sie sauer auf ihn. Als er sie fragt warum, küsst sie ihn, erklärt danach jedoch, dass sie das aus dem Affekt getan hat. Nachdem Hyppolite sie kurz danach erneut küsst, führen die beiden eine Beziehung, trennen sich jedoch wieder in Staffel 4, Folge 12, da Fred glaubt ihm nicht das geben zu können, was er möchte. Fred wird am Ende der 5. Staffel vom Serienmörder Roze entführt und getötet.

- Hyppolite de Courtène: Er ist der Computer- und Technikexperte. Von ihm erhält das Team Informationen für die Ermittlungen und Außeneinsätze. Früher war er Hacker und wenn Lamarck ihn nicht ins Team geholt hätte, wäre er im Gefängnis gelandet. Er ist der einzige im Team, der Chloé von Anfang freundlich gegenübersteht. Er stammt aus einer reichen Familie und fühlt sich oftmals als Außenseiter, da sein Vater nicht stolz darauf ist, was er erreicht hat. Er hat zwei Brüder und eine Schwester, außerdem einen Sohn mit Jessica, der Schwester von Fred. Er ist Freds Schwester schon mal näher gekommen, daraus entstand die Beziehung von ihm und Fred, die von Anfang bis Ende der vierten Staffel anhält. Nach Freds Tod gerät sein Leben aus den Fugen und er beginnt, Drogen zu nehmen. Mit Hilfe von Freds Tochter Emma und von Chloé gelingt es ihm, die Sucht zu überwinden.

- Le/La Doc Doc: Le Doc ist in der 1. und 2. Staffel der Gerichtsmediziner und Forensiker für die Pariser Polizei. Ab der 3. Staffel werden diese Positionen von  Bérénice, auch La Doc genannt, ausgefüllt.

- Jessica Kancel: Sie ist die kleine Schwester von Fred Kancel und hat einen Sohn mit Hyppolite. In Staffel 7 wird sie die neue Sekretärin des Polizeireviers und lebt mit Adèle auf deren Hausboot. Sie rettet das Leben des Kindes von Adèles Schwester.

- Antoine Garrel: Er hat mehrere Auftritte in den Staffeln 3, 4, 6 und 7. Garrel ist Hauptkommissar und arbeitete 10 Jahre lang als verdeckter Ermittler. Danach übernahm er die Teamleitung des Drogendezernates. Während seiner Amtszeit häufen sich die unerklärlichen Morde an Drogendealern. Chloé hat eine Affäre mit ihm. Einerseits ist sie von ihm als Mann fasziniert, er löst erotische Träume in ihr aus,  anderseits spürt sie aber auch die Gefährlichkeit von Garrel. Sie findet heraus, dass er hinter den Dealermorden steckt, um seinen Bruder zu rächen. Als Garrel 1983 neun Jahre alt war, ist sein älterer Bruder an einer Überdosis gestorben. Er wurde Polizist, um ihn zu rächen. In Staffel 4 verabredet er sich mit Chloé und bietet ihr und ihrer Pflegetochter Lili an, sich mit ihm ins Ausland abzusetzen. Er wird in der sechsten Staffel getötet und kurz danach erfährt Chloé in der siebten Staffel, dass sie ein Kind von ihm erwartet. Garrel wird von Benjamin Baroche gespielt.

- Emma Tomasi: Sie ist Freds Tochter, ebenfalls Polizistin und taucht in Staffel 6 nach dem Tod ihrer Mutter auf. Ab Staffel 7 gehört sie zum Ermittlerteam, in dem sie die Stelle ihrer Mutter einnimmt. Sie hat als Catwoman verkleidet eine kurze Affäre mit Hyppolite.

- Louise Drancourt: Sie taucht in Staffel 2 in Episode 7 bis 12 auf und behauptet, Chloés Schwester zu sein. Es stellt sich jedoch heraus, dass sie lediglich eine psychisch instabile Patientin ist, die sich die familiäre Verbindungen nur eingeredet und Menschen in ihrem Umfeld manipuliert hat. In der 12. Folge von Staffel 2 ermordet sie Matthieu Pérac. Chloé wird von traumatischen Erinnerungen an sie verfolgt. In Staffel 5 hat sie einen weiteren Auftritt, bei dem sie von der Psychiatrie in ein Gefängnis verlegt wird.

## Besetzung und Synchronisation
Die deutsche Synchronisation erfolgt durch die Synchronfirma Arena Synchron in Berlin, wobei Oliver Feld für Dialogbuch und Dialogregie verantwortlich zeichnet.

### Hauptfiguren
| Rollenname                          | Schauspieler                                  | Hauptrolle (Staffel) | Nebenrolle (Staffel) | Gastrolle (Staffel) | Deutsche Synchronstimme |
| ----------------------------------- | --------------------------------------------- | -------------------- | -------------------- | ------------------- | ----------------------- |
| Kriminalpsychologin                 |                                               |                      |                      |                     |                         |
| Chloé Saint-Laurent                 | Odile Vuillemin                               | 1–6                  |                      | 7                   | Giuliana Jakobeit       |
| Adèle Delettre                      | Juliette Roudet                               | 7–9                  | 5, 6                 | 4                   | Anne Helm               |
| Elisa Bergman                       | Shy’m                                         | 10                   |                      |                     | Maria Koschny           |
| Leiter der Dienststelle             |                                               |                      |                      |                     |                         |
| Grégoire Lamarck                    | Jean-Michel Martial                           | 1–9                  | 10                   |                     | Jörg Hengstler          |
| Jacques Berault                     | Guy Lecluyse                                  | 10                   |                      |                     | Torsten Münchow         |
| Teamleiter                          |                                               |                      |                      |                     |                         |
| Commandant Matthieu Pérac           | Guillaume Cramoisan                           | 1–2                  |                      | 7                   | Sascha Rotermund        |
| Commandant Thomas Rocher            | Philippe Bas                                  | 3–10                 |                      |                     | Frank Schaff            |
| Kommissar/in (OPJ)                  |                                               |                      |                      |                     |                         |
| Hyppolite de Courtène               | Raphaël Ferret                                | 1–10                 |                      |                     | Tim Knauer              |
| Lieutenant Frédérique „Fred“ Kancel | Vanessa Valence                               | 1–5                  |                      | 6                   | Katrin Fröhlich         |
| Lieutenant Emma Tomasi              | Sophie de Fürst                               | 6–7                  | 8–9                  |                     | Tanya Kahana            |
| Gerichtsmediziner/in                |                                               |                      |                      |                     |                         |
| Le Doc                              | Didier Ferrari (1) Guillaume de Tonquédec (2) | 1–2                  |                      |                     | Joachim Tennstedt       |
| Bérénice alias La Doc               | Valérie Dashwood                              | 3–10                 |                      |                     | Bettina Weiß            |
| Sekretärin in OPJ                   |                                               |                      |                      |                     |                         |
| Jessica Kancel                      | Julia Piaton (4–6) Diane Dassigny (7–10)      | 7–10                 | 5                    | 4, 6                | Julia Kaufmann (7–)     |

## Ausstrahlung

### Frankreich
Seit dem 23. April 2009 wird die Serie donnerstags auf dem französischen Fernsehsender TF1 gezeigt. Bisher wurden zehn Staffeln produziert und ausgestrahlt. Die bisher letzte Staffel wurde vom 12. März bis zum 27. August 2020 ausgestrahlt.
| 1  | 6  | 20. April – 7. Mai 2009         | 5,60 Mio. |
| 2  | 12 | 27. Mai – 2. Dezember 2010      | 6,20 Mio. |
| 3  | 12 | 15. März – 19. April 2012       | 6,51 Mio. |
| 4  | 12 | 5. September – 10. Oktober 2013 | 7,01 Mio. |
| 5  | 12 | 16. Oktober – 4. Dezember 2014  | 7,11 Mio. |
| 6  | 10 | 5. November – 3. Dezember 2015  | 6,70 Mio. |
| 7  | 10 | 20. Oktober – 8. Dezember 2016  | 5,44 Mio. |
| 8  | 10 | 7. September – 5. Oktober 2017  | 4,85 Mio. |
| 9  | 10 | 10. Januar – 7. Februar 2019    | 4,89 Mio. |
| 10 | 8  | 12. März – 27. August 2020      |           |

### Deutschland
Die deutsche Erstausstrahlung der Fernsehserie fand ab dem 12. Februar 2015 beim Free-TV-Sender Sat.1 statt. Die Serie wird donnerstags ausgestrahlt, wobei die Startzeit zwischen 23:10 Uhr und 23:15 Uhr variiert.
Seit dem 29. September 2015 ist die Fernsehserie auch im deutschen Pay-TV zu sehen. Der Sender Sat.1 emotions begann seine Ausstrahlung mit der ersten Staffel. Seit dem 29. Juli 2019 zeigt der Sender sixx die Free-TV-Erstausstrahlung in Deutschland.
Die bisherige höchste Zuschauerzahl wurde mit 1,75 Mio. Zuschauer am 30. April 2015 bei Sat.1 gemessen. Es lief die Erstausstrahlung der sechsten Episode aus Staffel zwei.
| Ausstrahlungsinformationen und Einschaltquoten der Serie in Deutschland | Ausstrahlungsinformationen und Einschaltquoten der Serie in Deutschland | Ausstrahlungsinformationen und Einschaltquoten der Serie in Deutschland | Ausstrahlungsinformationen und Einschaltquoten der Serie in Deutschland | Ausstrahlungsinformationen und Einschaltquoten der Serie in Deutschland | Ausstrahlungsinformationen und Einschaltquoten der Serie in Deutschland | Ausstrahlungsinformationen und Einschaltquoten der Serie in Deutschland | Ausstrahlungsinformationen und Einschaltquoten der Serie in Deutschland | Ausstrahlungsinformationen und Einschaltquoten der Serie in Deutschland |
| Staffel                                                                 | Episoden                                                                | Sendezeitraum im Pay-TV (Sat.1 emotions)                                | Sendezeitraum im Free-TV (1–8: Sat.1, 9: sixx)                          | Einschaltquoten im Free-TV                                              | Einschaltquoten im Free-TV                                              | Einschaltquoten im Free-TV                                              | Einschaltquoten im Free-TV                                              | Quelle                                                                  |
| Staffel                                                                 | Episoden                                                                | Sendezeitraum im Pay-TV (Sat.1 emotions)                                | Sendezeitraum im Free-TV (1–8: Sat.1, 9: sixx)                          | Reichweite (ab 3 J. in Mio.)                                            | Marktanteil (ab 3 J. in %)                                              | Reichweite (14–49 J. in Mio.)                                           | Marktanteil (14–49 J. in %)                                             | Quelle                                                                  |
| ----------------------------------------------------------------------- | ----------------------------------------------------------------------- | ----------------------------------------------------------------------- | ----------------------------------------------------------------------- | ----------------------------------------------------------------------- | ----------------------------------------------------------------------- | ----------------------------------------------------------------------- | ----------------------------------------------------------------------- | ----------------------------------------------------------------------- |
| 1                                                                       | 6                                                                       | 29. September – 13. Oktober 2015                                        | 12. Februar – 19. März 2015*                                            | ⌀ 1,43 Mio.                                                             | ⌀ 10,8 %                                                                | ⌀ 0,58 Mio.                                                             | ⌀ 11,0 %                                                                | [ 7 ]                                                                   |
| 2                                                                       | 12                                                                      | 20. Oktober – 24. November 2015                                         | 26. März – 18. Juni 2015*                                               | ⌀ 1,39 Mio.                                                             | ⌀ 10,1 %                                                                | ⌀ 0,56 Mio.                                                             | ⌀ 10,0 %                                                                | [ 6 ]                                                                   |
| 3                                                                       | 12                                                                      | 1. Dezember 2015 – 5. Januar 2016                                       | 25. Juni – 10. September 2015*                                          | ⌀ 1,19 Mio.                                                             | ⌀ 10,1 %                                                                | ⌀ 0,54 Mio.                                                             | ⌀ 11,4 %                                                                | [ 8 ]                                                                   |
| 4                                                                       | 12                                                                      | 12. Januar – 16. Februar 2016                                           | 17. September – 10. Dezember 2015*                                      | ⌀ 1,29 Mio.                                                             | ⌀ 9,5 %                                                                 | ⌀ 0,53 Mio.                                                             | ⌀ 9,9 %                                                                 | [ 9 ]                                                                   |
| 5                                                                       | 12                                                                      | 23. Februar – 19. April 2016*                                           | 4. Februar – 21. April 2016*                                            | ⌀ 1,42 Mio.                                                             | ⌀ 9,6 %                                                                 | ⌀ 0,64 Mio.                                                             | ⌀ 10,9 %                                                                | [ 10 ]                                                                  |
| 6                                                                       | 10                                                                      | 19. Juli – 20. September 2016*                                          | 22. September – 24. November 2016                                       | ⌀ 1,08 Mio.                                                             |                                                                         |                                                                         |                                                                         | [ 11 ]                                                                  |
| 7                                                                       | 10                                                                      | 2. April – 4. Juni 2017*                                                | 20. Juli – 21. September 2017                                           | ⌀ 0,87 Mio.                                                             | ⌀ 7,2 %                                                                 | ⌀ 0,38 Mio.                                                             | ⌀ 8,3 %                                                                 | [ 11 ]                                                                  |
| 8                                                                       | 10                                                                      | 25. März – 27. Mai 2018*                                                | 29. März – 7. Juni 2018                                                 |                                                                         |                                                                         |                                                                         |                                                                         |                                                                         |
| 9                                                                       | 10                                                                      | 29. April – 1. Juli 2019*                                               | 29. Juli – 9. September 2019                                            |                                                                         |                                                                         |                                                                         |                                                                         |                                                                         |

Die deutschsprachige Erstausstrahlung ist mit * gekennzeichnet.
Des Weiteren sind derzeit die ersten vier Staffeln auf Google Play sowie die ersten sechs Staffeln auf videociety, freenet video und iTunes verfügbar. Alle zehn Staffeln werden auf Prime Video, maxdome und Joyn zur Verfügung gestellt.

### Schweiz
In der Schweiz wird die Serie seit 2009 vom französischsprachigen Fernsehsender RTS Un und seit 2017 vom deutschsprachigen Fernsehsender Puls 8 ausgestrahlt.

### Österreich
In Österreich wird die Serie seit dem 22. November 2017 auf dem Fernsehsender Puls 4 ausgestrahlt.

### International
2015 wurde die Serie in 37 Ländern gezeigt. Seit der vierten Staffel findet in Belgien die Welterstausstrahlung der Episoden statt.

## DVD- und Blu-ray-Veröffentlichungen
Frankreich
- Die erste Staffel erschien am 29. Oktober 2014 auf DVD.[14]
- Die zweite Staffel erschien ebenfalls am 29. Oktober 2014 auf DVD.[15]
- Die dritte Staffel erschien am 2. Oktober 2013 auf DVD.[16]
- Die vierte Staffel erschien am 6. November 2013 auf DVD.[17]
- Die fünfte Staffel erschien am 3. November 2014 auf DVD.[18]
- Die sechste Staffel erschien am 11. Dezember 2015 auf DVD.[19]
- Die siebte Staffel erschien am 3. Januar 2017 auf DVD.[20]

Deutschland
- Die erste Staffel erschien am 17. Juli 2015 auf DVD und Blu-ray.[21]
- Die zweite Staffel erschien am 25. September 2015 auf DVD und Blu-ray.[22]
- Die dritte Staffel erschien am 26. Februar 2016 auf DVD und Blu-ray.[23]
- Die vierte Staffel erschien am 29. April 2016 auf DVD und Blu-ray.[24]
- Die fünfte Staffel erschien am 27. Juli 2016 auf DVD und Blu-ray.[25]
- Die sechste Staffel erschien am 28. April 2017 auf DVD und Blu-ray.[26]

## Besonderes
Die 6. Episode in Staffel 4 mit dem Titel Reinkarnation spielt in zwei verschiedenen Zeiten – 1945 und 2013. Es wird der Eindruck erweckt, als hätten Chloé Saint-Laurent und Thomas Rocher in beiden Zeiten gelebt. Außerdem beschäftigt sich die Episode mit dem im Titel angedeuteten Übersinnlichen, allerdings ohne aufzulösen, ob es sich dabei tatsächlich um ein übernatürliches Phänomen handelt, auch wenn einige Filmeffekte darauf hinweisen.
Als Kulisse für die Außenaufnahmen des fiktiven Polizeireviers wurde das an der Saine gelegene Antiquariat am Quai de la Tournelle genutzt. Bei den Dreharbeiten wurde dieses mit einem Vorbau auf der Seite der Uferpromenade versehen, der einen Eingang in das Revier darstellt. Von dort aus hat man einen direkten Blick auf die Kathedrale Notre-Dame de Paris. Der eigentliche Eingang des Gebäudes befindet sich an der Straße Quai de la Tournelle.